# Carrefour de l'Arbre
El Carrefour de l'Arbre, també anomenat Pavé de Luchin en francès, és un sector de pavé de la cursa ciclista París-Roubaix situat als municipis de Camphin-en-Pévèle, Baisieux i Gruson, regió dels Alts de França, nord de França. Té una longitud aproximada de 2.100 m i actualment presenta una dificultat classificada com a cinc estrelles, és a dir, la més alta.
És un dels sectors clau de la cursa ciclista París-Roubaix, sent el darrer sector de màxima dificultat abans de l'arribada.
Aquest sector es va incloure per primera vegada el 1958 i de forma continuada des de 1980. Per la seva proximitat a Roubaix (uns quinze quilòmetres), el sector s'ha mostrat sovint decisiu. La seva dificultat és certament menor que la del Trouée d'Arenberg, però l'acumulació prèvia de sectors de pavé sens dubte la fa més difícil del que és. Els ciclistes que surten en primera posició d'aquest sector tenen moltes possibilitats de ser primers al Velòdrom André-Pétrieux de Roubaix, com per exemple Fabian Cancellara el 2006 o Stuart O'Grady el 2007.

## Descripció
Aquest sector uneix la localitat de Camphin-en-Pévèle amb el mateix Carrefour de l'Arbre i es troba, en aquest sentit, gairebé en tot el seu recorregut en un fals pla ascendent. Es divideix en dues parts aproximadament iguals. La primera part del sector comença al carrer de Cysoing de Camphin-en-Pévèle i consta d'una sèrie de girs esquerra-dreta, per a continuació transcórrer pel domini de Luchin. Aquesta part és la més difícil, ja que les llambordes són molt irregulars. Tot seguit, després d'un gir en angle recte a l'esquerra, s'inicia la segona part del sector amb una recta de 900 m que condueix al restaurant de l'Arbre, tram en què les llambordes són més regulars. En acabar, l'itinerari passa per davant del restaurant de l'Arbre, després gira de forma molt pronunciada uns metres més enllà per acabar a la carretera RD 90. Després de seguir una desena de metres aquesta carretera, s'arriba al sector de pavé de Gruson, el qual s'ha inclòs a vegades en el sector del Carrefour de l'Arbre.

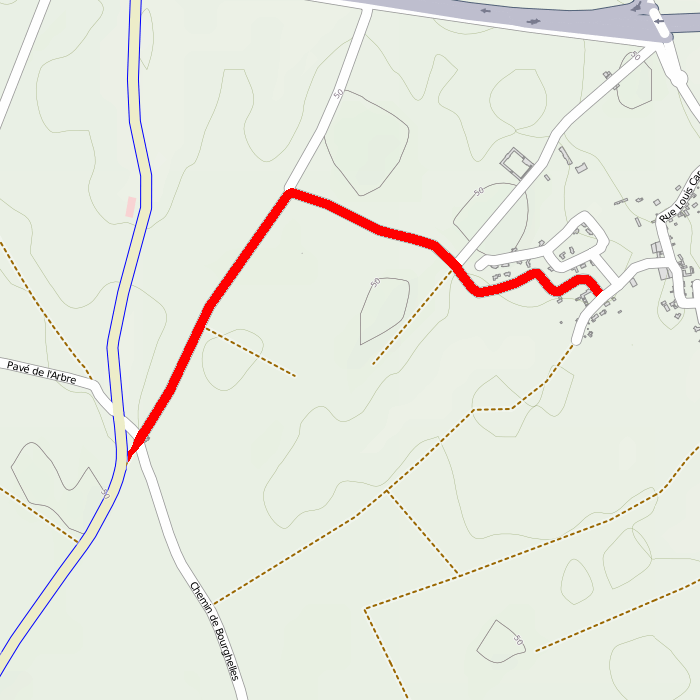
Recorregut

## Característiques
- Longitud : 2.100 m
- Dificultat :
- Sector n° 4 (abans de l'arribada)

## Galeria

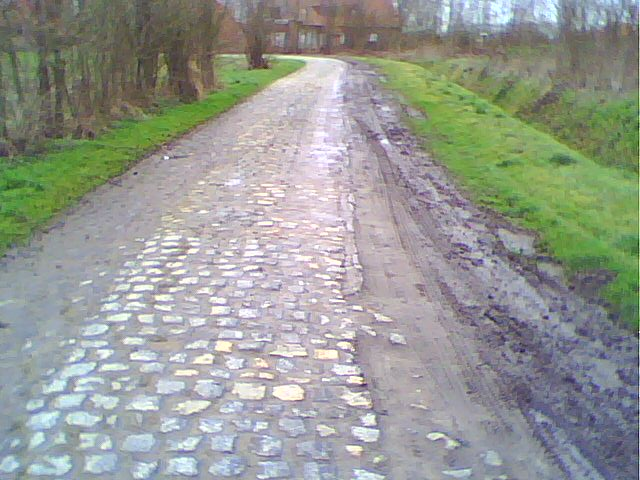
Primera part del sector
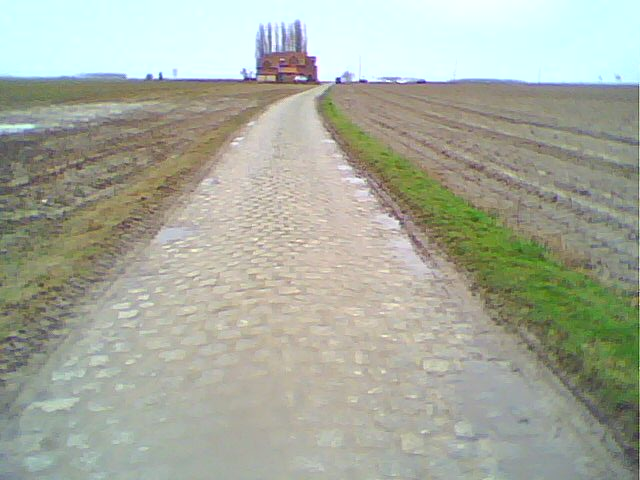
Segona part del sector
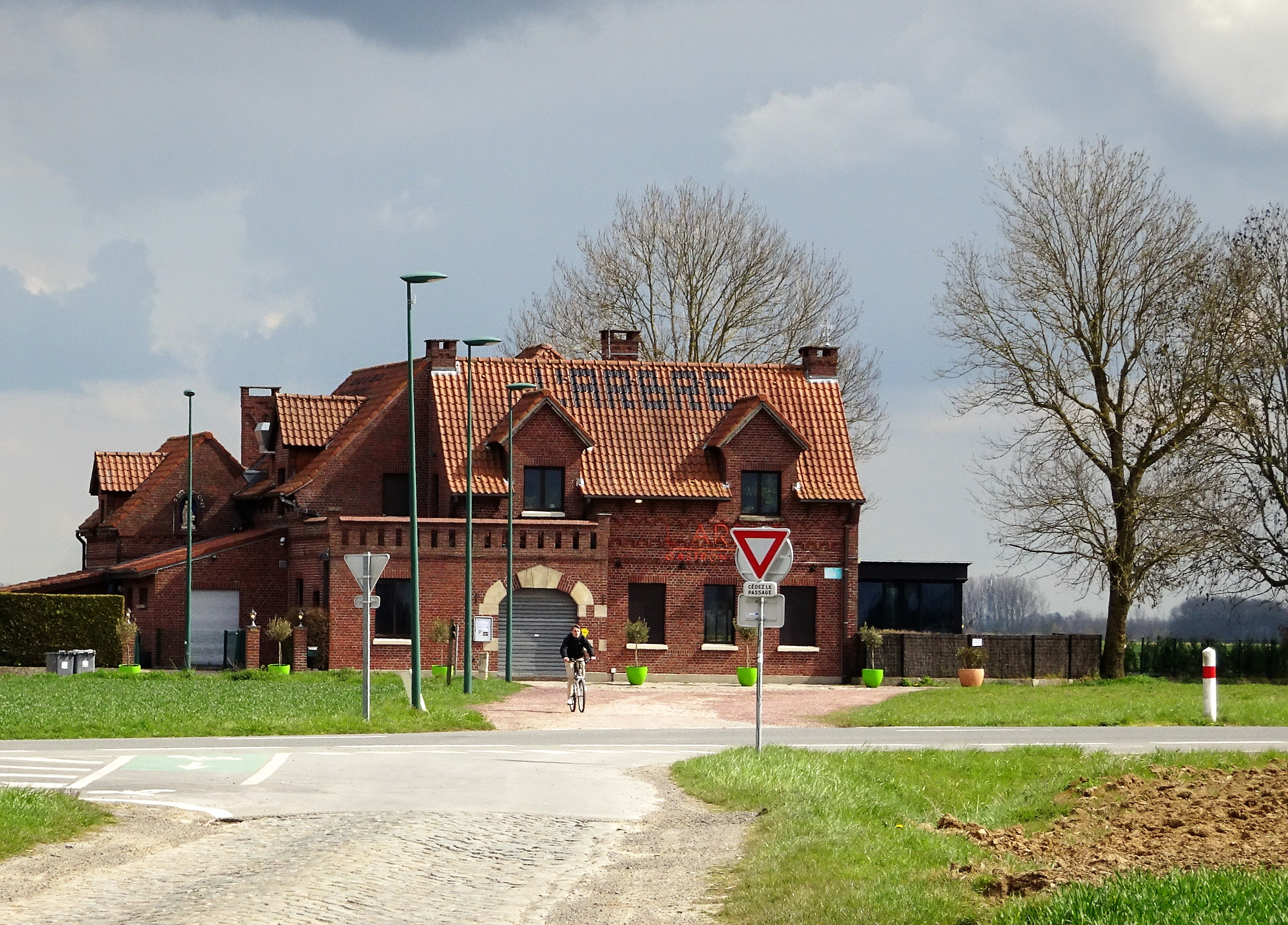
Restaurant de l’Arbre